# Dickie Boon
Richard Robinson "Dickie" Boon, född 10 januari 1878 i Belleville, Ontario, död 3 maj 1961 i Outremont, Montreal, var en kanadensisk ishockeyspelare aktiv åren 1899–1905.

## Karriär
Dickie Boon spelade som Cover Point, liknande dagens backposition, för Montrealklubbarna Montreal AAA och Montreal Wanderers åren 1899–1905 i Canadian Amateur Hockey League och Federal Amateur Hockey League. Med Montreal AAA vann han Stanley Cup 1902 och 1903. Boon var den minste spelaren i laget med sina 163 cm och 54 kg. Flera andra spelare i laget var likt Boon inte heller särskilt storväxta och laget fick därför smeknamnet The Litte Men of Iron, "De små järnmännen". Bland lagkamraterna i Montreal AAA fanns framtida medlemmar i Hockey Hall of Fame som Jack Marshall, Jimmy Gardner och Tommy Phillips.
Boon avslutade spelarkarriären 1905, 27 år gammal, innan de professionella ligorna hunnit göra sitt intåg i den nordamerikanska ishockeyn. Från 1906 till 1916 var han manager för Montreal Wanderers och vann fyra Stanley Cup-titlar med klubben 1906, 1907, 1908 och 1910.
1952 valdes Boon in som ärad medlem i Hockey Hall of Fame.

## Statistik
CAHL = Canadian Amateur Hockey League, FAHL = Federal Amateur Hockey League
| 1900               | Montreal AAA       | CAHL               | 8  | 2  | 0 | 2  | –  | – | – | – | – | –  |
| 1901               | Montreal AAA       | CAHL               | 7  | 3  | 0 | 3  | –  | – | – | – | – | –  |
| 1902               | Montreal AAA       | CAHL               | 8  | 2  | 0 | 2  | 6  | – | – | – | – | –  |
|                    |                    | Stanley Cup        | –  | –  | – | –  | –  | 3 | 0 | 0 | 0 | 3  |
| 1903               | Montreal AAA       | CAHL               | 7  | 3  | 0 | 3  | 6  | – | – | – | – | –  |
|                    |                    | Stanley Cup        | –  | –  | – | –  | –  | 4 | 0 | 0 | 0 | 10 |
| 1904               | Montreal Wanderers | FAHL               | 4  | 0  | 0 | 0  | 0  | – | – | – | – | –  |
| 1904–05            | Montreal Wanderers | FAHL               | 8  | 0  | 0 | 0  | 6  | – | – | – | – | –  |
| CAHL totalt        | CAHL totalt        | CAHL totalt        | 30 | 10 | 0 | 10 | 12 | — | — | — | — | —  |
| FAHL totalt        | FAHL totalt        | FAHL totalt        | 12 | 0  | 0 | 0  | 6  | – | – | – | – | –  |
| Stanley Cup totalt | Stanley Cup totalt | Stanley Cup totalt | —  | —  | — | —  | —  | 7 | 0 | 0 | 0 | 13 |